# Maurice Bizot
Maurice Bizot (ur. 5 listopada 1896 w Puéchabon, zm. 27 listopada 1925  w Cazaux) – francuski as myśliwski z czasów I wojny światowej. Osiągnął 10 zwycięstw powietrznych. Należał do asów posiadających honorowy tytuł Balloon Buster. 
Maurice Bizot urodził się w Puechabon. Do wojska wstąpił 8 stycznia 1915 roku został przydzielony do 11 Pułku Artylerii. 18 maja 1917 roku został przeniesiony do lotnictwa Armée de l’air i po przejściu szkolenia 24 września 1917 roku uzyskał licencję pilota. Następnie został przydzielony do eskadry N 90. Pierwsze zwycięstwo powietrzne odniósł 27 marca 1918 roku. Po przeniesieniu do eskadry SPA 90 zestrzelił 7 balonów obserwacyjnych, w tym trzy razem z Mariusem Ambrogi i trzy z Jeanem Pezon. Łącznie odniósł 10 zwycięstw powietrznych.
Po zakończeniu wojny służył w lotnictwie. Zginął śmiercią lotnika 27 listopada 1925 roku. Został pochowany na cmentarzu Notre-Dame w Wersalu.

## Odznaczenia
- Legia Honorowa V Klasy
- Médaille militaire
- Croix de Guerre (1914–1918)